# Andrea Gasbarroni
Andrea Gasbarroni (* 6. August 1981 in Turin) ist ein italienischer Fußballspieler, der seit 2009 beim FC Turin unter Vertrag steht.

## Karriere

### Verein
Gasbarroni kam aus der Jugend von Juventus Turin. Für seine erste Saison wurde er an den Drittligisten Varese FC verliehen und konnte dort erste Erfahrungen sammeln. Im folgenden Jahr erwarb Sampdoria Genua die Co-Eignerschaft am jungen Mittelfeldtalent. Nach dem Aufstieg in die erste Liga mit Sampdoria kehrte er zu Juventus zurück wo mit dem US Palermo ein neuer Co-Eigner für die nächsten Jahre bereitstand. Er absolvierte zunächst 18 Monate im Dress der US Palermo, ehe er in der Winterpause 2004/05 für weitere 18 Monate an Sampdoria Genua verliehen wurde.
Zur Saison 2006/07 kam er zum FC Parma, die wohl ebenfalls eine Teilschaft an Gasbarroni erworben hatten. Mit der Saison 2007/08 scheinen die kompletten Transferrechte an Parma übergegangen zu sein.

### Nationalmannschaft
Gasbarroni kam in diversen Jugendnationalmannschaften Italiens zum Einsatz. 2004 gehörte er zum Olympiaaufgebot für Athen und gewann als Ergänzungsspieler unter Claudio Gentile mit Italien die Bronzemedaille.